# National Institute of Allergy and Infectious Diseases
Das National Institute of Allergy and Infectious Diseases (NIAID) ist ein US-amerikanisches Forschungszentrum. Als eines von 27 Instituten ist es Teil der National Institutes of Health (NIH), die wiederum eine Behörde des United States Department of Health and Human Services sind.

## Aufgaben
Das NIAID ist für die Forschung zu Infektionskrankheiten, Autoimmunkrankheiten und Allergien zuständig. Hauptquartier ist in Bethesda (Maryland). Dort und in einem Ableger in Montana sind ihre Labore. Direktorin ist zurzeit (2023) Jeanne Marrazzo.
Ein Schwerpunkt der Forschung ist die AIDS- und Impfstoff-Forschung, und sie sind auch für Maßnahmen gegen die Bedrohung durch Biowaffen zuständig.
Das NIAID organisiert auch die Finanzierung universitärer Forschung, hat drei Abteilungen für eigene (intramural) Forschung (Division of Intramural Research, Vaccine Research Center, Division of Clinical Research) und bieten dreijährige Facharztausbildungen für Mediziner an (Allergie/Immunologie und Infektionskrankheiten).
NIAID führt klinische Studien durch und unterstützt weitere, in denen Therapien und Impfstoffkandidaten bewertet werden, die gegen das SARS-CoV-2-Virus eingesetzt werden, das Virus, das die COVID-19-Erkrankung verursacht.

## Entstehung
Das NIAID erhielt 1955 seinen heutigen Namen. Vorläufer gehen bis auf das Hygiene-Labor des Marinehospitals auf Staten Island zurück, das 1887 unter Leitung von Joseph J. Kinyoun gegründet wurde. 1891 zog dieses nach Washington, D.C., 1930 entstand das National Institute of Health (ab 1948 National Institutes of Health). 1937 wurde das Rocky Mountain Labor des United States Public Health Service angegliedert.

## Liste der Direktoren
- 1955–1957: Victor H. Haas, MD (seit 1948 bereits Direktor des NMI)
- 1957–1964: Justin M. Andrews, Ph.D., ScD
- 1964–1975: Dorland J. Davis, MD, DrPH
- 1975–1984: Richard M. Krause, MD
- 1984–2023: Anthony S. Fauci, MD
- seit 2023: Jeanne Marrazzo, MD, MPH